# Helena, Georgia
Helena är en ort i Telfair County i delstaten Georgia, USA.